# Platygobio gracilis
Platygobio gracilis és una espècie de peix cipriniforme de la família dels ciprínids.

## Morfologia
- Els mascles poden assolir 32 cm de longitud total.[2][3]

## Reproducció
Probablement té lloc entre el juny i l'agost.

## Alimentació
Menja principalment insectes terrestres i aquàtics, i, ocasionalment, peixets.

## Hàbitat
És un peix d'aigua dolça i de clima temperat.

## Distribució geogràfica
Es troba a Nord-amèrica.